# Ischaemum latifolium
Ischaemum latifolium là một loài thực vật có hoa trong họ Hòa thảo. Loài này được (Spreng.) Kunth mô tả khoa học đầu tiên năm 1829.